# Alberto Korda

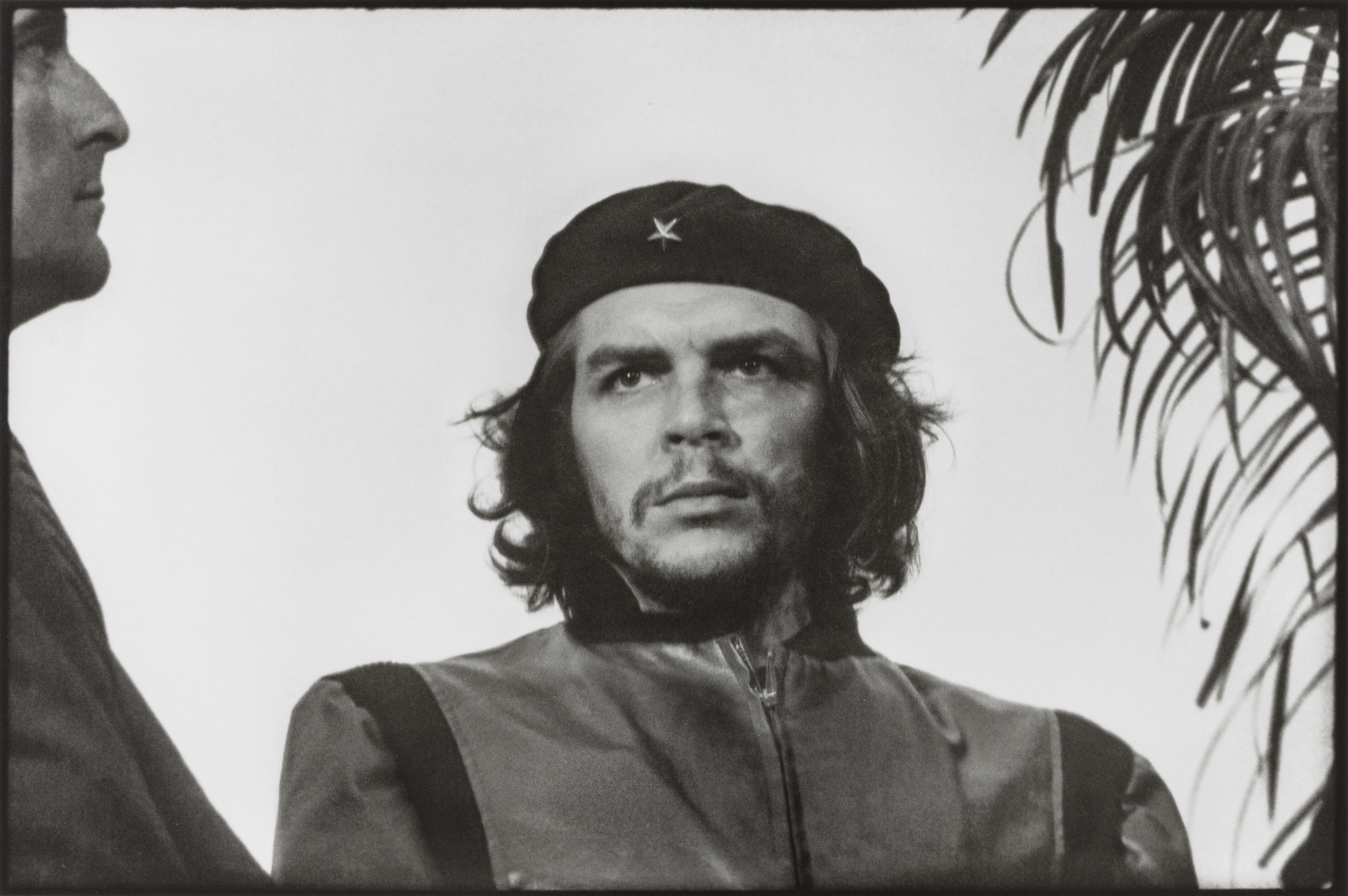

Alberto Díaz Gutiérrez, mult mai binecunoscut ca Alberto Korda (n. 14 septembrie 1928 – d. 25 mai 2001), a fost un fotograf cubanez celebru mai ales pentru fotografia sa emblematică a lui Che Guevara.

## Scurtă biografie
Korda s-a născut în Havana, Cuba ca fiul unui lucrător de cale ferată. A încercat multe meserii până când a ajuns să devină ajutorul unui fotograf pentru un motiv foarte neobișnuit. "Motivul esențial a fost să întâlnesc femei", s-ar fi confesat odată. Se pare că a avut succes în ceea ce a dorit, întrucât prima sa soție, Natalia Menendez, a devenit una din primele modele cubaneze.
În 1960, când fotografia (de fapt un decupaj dintr-o fotografie mai largă, înfățișându-l pe Che Guevara la un serviciu funerar) care l-a făcut celebru a fost făcută, Korda lucra pentru ziarul cubanez Revolución. Korda nu a primit niciodată credit pentru fotografie, dar în anul 2000 a dat în judecată firma Smirnoff pentru folosirea acesteia la una din reclamele sale de vodca
Alfredo Korda a fost fotograful personal al lui Fidel Castro pentru o perioadă de 10 ani. Între anii 1968 și 1978 s-a dedicat fotografiei subacvatice, roadele culegându-le cu ocazia unei expoziții din Japonia, în 1978, când creația sa din acel deceniu a atras atenția opiniei publice internaționale.
Mai târziu, în 1999, a apărut pentru scurt timp în secvența anterioară titlului filmului lui Wim Wenders Buena Vista Social Club, deși nu a primit credit pentru aceasta nici în prezentarea realizatorilor și nici a distribuției.În 2001, în timpul prezentării uneia din expozițiile sale la Paris, Alberto Korda a suferit un atac de cord care i-a fost fatal În anul 2005, la patru ani după moartea lui Korda, regizorul Hector Cruz Sandoval a lansat un film documentar intitulat Kordavision în care celebrul fotograf este protagonist.